# Сванте Аренијус
Сванте Август Аренијус (швед. Svante August Arrhenius; Вик, 19. фебруар 1859 — Стокхолм, 2. октобар 1927) је био шведски истраживач, један од оснивача физичке хемије као модерне научне дисциплине. Године 1884. докторском дисертацијом из електричне проводљивости електролита није импресионирао своје професоре на универзитету у Упсали, али је зато за исту 1903. године добио Нобелову награду за хемију. У својој дисертацији изложио је 56 теза од којих би и данас већина била прихваћена са неким мањим изменама. Најважнија идеја из дисертације је објашњење електричне проводљивости електролита - раствор соли у води је одличан проводник мада су и чиста со и чиста вода врло слаби проводници. Аренијусово објашњење је било да приликом растварања со дисосује у наелектрисане честице (које је Фарадеј много раније назвао јонима). Фарадеј је веровао да јони настају у процесу електролизе; Аренијус је, међутим, тврдио да јони у раствору постоје чак и када нема електричне струје. 
Године 1889, Аренијус је објаснио зашто већина реакција захтева топлотну енергију да би се одвијала формулишући концепт енергије активације, енергијске баријере која мора бити савладана да би два молекула реаговала. Аренијусова једначина даје квантитативну основу за однос између енергије активације и брзине хемијске реакције.
Архенијус је био први који је користио принципе физичке хемије да процени у којој мери је повећање атмосферског угљен-диоксида одговорно за повећање Земљине површинске температуре. Његов рад је одиграо важну улогу у настанку модерне науке о клими. Током 1960-их, Чарлс Дејвид Килинг је показао да је количина угљен-диоксида изазвана људским фактором у ваздуху довољна да изазове глобално загревање.
Аренијусова једначина, Аренијусова киселина, Аренијус база, лунарни кратер Аренијус, Марсов кратер Аренијус, планина Аренијусфјелет и Аренијусова лабораторија на Универзитету у Стокхолму су тако назване у знак сећања на његов допринос науци.

## Биографија

### Ране године
Арениус је рођен 19. фебруара 1859. у Вику (који се такође пише Wik или Wijk), близу Упсале, Краљевина Шведска, Уједињено Краљевство Шведске и Норвешке, као син Сванте Густава и Каролине Тунберг Аренијус, који су били лутерани. Његов отац је био геодет на Универзитету у Упсали, прешао је на позицију надзорника. Са три године, Аренијус је сам научио да чита без охрабривања својих родитеља и, гледајући очево сабирање бројева у својим књигама рачуна, постао је аритметичко чудо од детета. У каснијем животу, Аренијус је био дубоко страствен за математичке концепте, анализу података и откривање њихових односа и закона.
Са осам година ушао је у локалну катедралску школу, почев од петог разреда, истакао се у физици и математици, а дипломирао је као најмлађи и најспособнији ученик 1876.

### Јонска дисоцијација
На Универзитету у Упсали, био је незадовољан главним инструктором физике и јединим чланом факултета који је могао да га надгледа у хемији, Пером Теодором Клевом, те је отишао да студира на Институту за физику Шведске академије наука у Стокхолму под физичаром Ериком Едлундом 1881.
Његов рад се фокусирао на проводљивости електролита. 1884. године. На основу овог рада, поднео је у Упсали дисертацију од 150 страница о електролитичкој проводљивости за докторат. То није импресионирало професоре, међу којима је био и Клев, а он је добио диплому четврте класе, али је након његове одбране рекласификована у трећеразредну. Касније, проширење овог дела донело би му Нобелову награду за хемију 1903. године.
Аренијус је у својој дисертацији из 1884. изнео 56 теза, од којих ће већина и данас бити прихваћена непромењена или са мањим изменама. Најважнија идеја у дисертацији била је његово објашњење чињенице да се чврсте кристалне соли растварају у парне наелектрисане честице, за шта ће добити Нобелову награду за хемију 1903. године. Архенијусово објашњење је било да се у формирању раствора соли раздвајају у наелектрисане честице којима је Мајкл Фарадеј дао назив јони много година раније. Фарадејево веровање је било да се јони производе у процесу електролизе, односно да је за формирање јона неопходан спољни извор једносмерне струје. Аренијус је предложио да, чак и у одсуству електричне струје, водени раствори соли садрже јоне. Стога је предложио да су хемијске реакције у раствору реакције између јона.
Његова дисертација није импресионирала професоре у Упсали, али ју је Арренијус послао великом броју научника у Европи који су развијали нову науку физичке хемије, као што су Рудолф Клаузијус, Вилхелм Оствалд и Јакобус Хенрикус ван Хоф. Они су били далеко више импресионирани, а Оствалд је чак дошао у Упсалу да убеди Аренијуса да се придружи његовом истраживачком тиму. Аренијус је, међутим, одбио, пошто је више волео да неко време остане у Шведској-Норвешкој (његов отац је био веома болестан и умро ће 1885) и добио је намештење у Упсали.
У продужетку своје јонске теорије Аренијус је 1884. године предложио дефиниције за киселине и базе. Он је веровао да су киселине супстанце које производе јоне водоника у раствору и да су базе супстанце које производе хидроксидне јоне у раствору.

### Средњи период
Године 1885, Аренијус је затим добио стипендију од Шведске академије наука за путовање, што му је омогућило да студира код Оствалда у Риги (сада у Летонији), код Фридриха Колрауша у Вирцбургу у Немачкој, код Лудвига Болцмана у Грацу у Аустрији и код Јакобуса Хенрикус ван'т Хофа у Амстердаму.
Године 1889, Аренијус је објаснио чињеницу да већина реакција захтева додатну топлотну енергију да би се наставила формулисањем концепта енергије активације, енергетске баријере која се мора превазићи пре него што два молекула реагују. Аренијусова једначина даје квантитативну основу односа између енергије активације и брзине којом се реакција одвија.
Године 1891, постао је предавач на Универзитетском колеџу у Стокхолму (Stockholms Högskola, сада Универзитет у Стокхолму), унапређен у професора физике (уз много противљења) 1895. и ректора 1896. године.

### Нобелове награде
Око 1900. Аренијус се укључио у оснивање Нобелових института и Нобелових награда. За члана Краљевске шведске академије наука изабран је 1901. До краја живота биће члан Нобеловог комитета за физику и де факто члан Нобеловог комитета за хемију. Користио је свој положај да организује награде за своје пријатеље (Јакобус ван'т Хоф, Вилхелм Оствалд, Теодоре Ричардс) и да покуша да их ускрати својим непријатељима (Пол Ерлих, Валтер Нернст, Дмитриј Мендељејев). Године 1901, Аренијус је изабран у Шведску академију наука, упркос јаке опозиције. Године 1903, постао је први Швеђанин који је добио Нобелову награду за хемију. Године 1905, по оснивању Нобеловог института за физичка истраживања у Стокхолму, именован је за ректора института, и на тој позицији је остао до пензионисања 1927. године.
Године 1911, освојио је прву Вилард Гибсову награду.